# Johann Adam Oest
Johann Adam Oest (Babenhausen, 1946. június 24. – Bécs, Ausztria, 2019. április 30.) német színész, a bécsi Burgtheater társulatának tagja.

## Filmjei
Mozifilmek
- Charms Zwischenfälle (1996)
- Heimkehr der Jäger (2000)
- Tigris fiú keres tigris lányt (Tigermännchen sucht Tigerweibchen) (2003)
- Berlin Blues (2003)
- Die Bluthochzeit (2005)
- Requiem egy lányért (Requiem) (2006)
- Robert Zimmermann és a szerelem (Robert Zimmermann wundert sich über die Liebe) (2008)
- Jud Süss - Film ohne Gewissen (2010)
- Goethe! (2010)
- Hotel Lux (2011)
- Ezer óra éjszakája (Die Nacht der 1000 Stunden) (2016)
- Life Guidance (2017)

Tv-filmek
- Die heilige Johanna der Schlachthöfe (1981)
- Hohn der Angst (1982)
- Die Hermannsschlacht (1984)
- Wilhelm Tell (1990)
- Die Ähnlichen (1998)
- Verrückt ist auch normal (2003)
- Liebe zartbitter (2003)
- Dornröschens leiser Tod  (2004)
- Die Konferenz  (2004)
- Kabale und Liebe  (2005)
- Heute heiratet mein Mann  (2006)
- Trau' niemals deinem Schwiegersohn!  (2006)
- Die Entscheidung  (2006)
- Krupp - Eine deutsche Familie  (2009)
- Hinter blinden Fenstern  (2009)
- Liebe ist nur ein Wort  (2010)
- Der Täter  (2010)
- Lautlose Morde  (2010)
- Mein eigen Fleisch und Blut (2011)
- Der Eisenhans  (2011)
- Egy éjszaka vége (Das Ende einer Nacht)  (2012)
- Hunkeler und die Augen des Ödipus (2012)
- Eine Frau verschwindet  (2012)
- Totenengel - Van Leeuwens zweiter Fall  (2013)
- Clara Immerwahr  (2014)
- Die Auserwählten  (2014)

Tv-sorozatok
- Tetthely (Tatort) (1974–2008, hat epizódban)
- Das Duo (2002, egy epizódban)
- Perzselő szenvedélyek (Der Fürst und das Mädchen) (2003)
- Rex felügyelő (Kommissar Rex) (2004, egy epizódban)
- 4 összeesküvő és egy temetés (Vier Frauen und ein Todesfall) (2005, egy epizódban)
- Az utolsó tanú (Der letzte Zeuge) (2005, egy epizódban)
- Kastélyszálló (Schloßhotel Orth) (2005, egy epizódban)
- Alpesi nyomozók (SOKO Kitzbühel) (2005, 2007, két epizódban)
- Bella Block (2006, egy epizódban)
- Dunai zsaruk (SOKO Donau) (2007, 2010, két epizódban)
- Der Dicke (2009, egy epizódban)
- SOKO Köln (2009, egy epizódban)
- Az Öreg (Der Alte) (2011, egy epizódban)
- Helen Dorn (2014, egy epizódban)
- Die Chefin (2018, egy epizódban)